# Mashhad Rizeh
Mashhad Rīzeh (farsi مشهد ریزه) è una città dello shahrestān di Taybad, circoscrizione di Miyan Velayat, nella provincia del Razavi Khorasan in Iran. Aveva, nel 2006, una popolazione di 8.307 abitanti. 